# Elvas
Elvas je město v Portugalsku v údolí řeky Guadiana. Vzdušnou čarou je vzdáleno 195 km od Lisabonu a jen 8 km od španělského města Badajoz. Je nejdůležitějším městem distriktu Portalegre. Město dostalo městská práva v roce 1513. Je to prosperující a živé město s rozvinutou zdravotnickou, školní a sportovní infrastrukturou.
Město bylo v roce 2012 zapsáno na Seznam světového dědictví UNESCO pro svůj nejsouvislejší systém hvězdicovitého opevnění na světě. Bylo postaveno mezi lety 1498 a 1622 a dosahuje výšky až 40 m.

## Hospodářství
Úrodná půda je dobrým základem pro pěstování oliv a švestek, kterými je město známé. Destiluje se zde brandy a vyrábí typická místní keramika.

## Fotogalerie

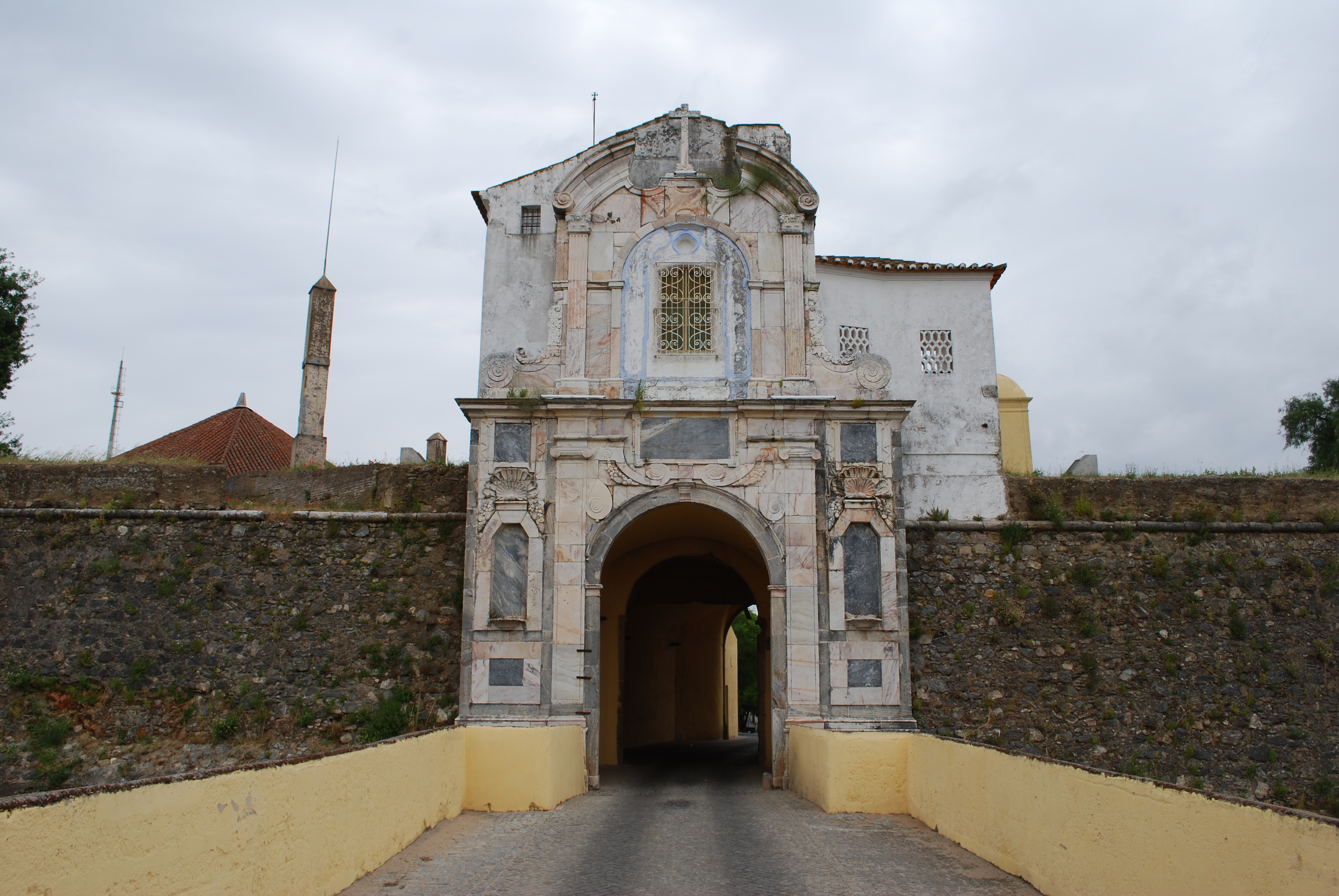
jedna z městských bran
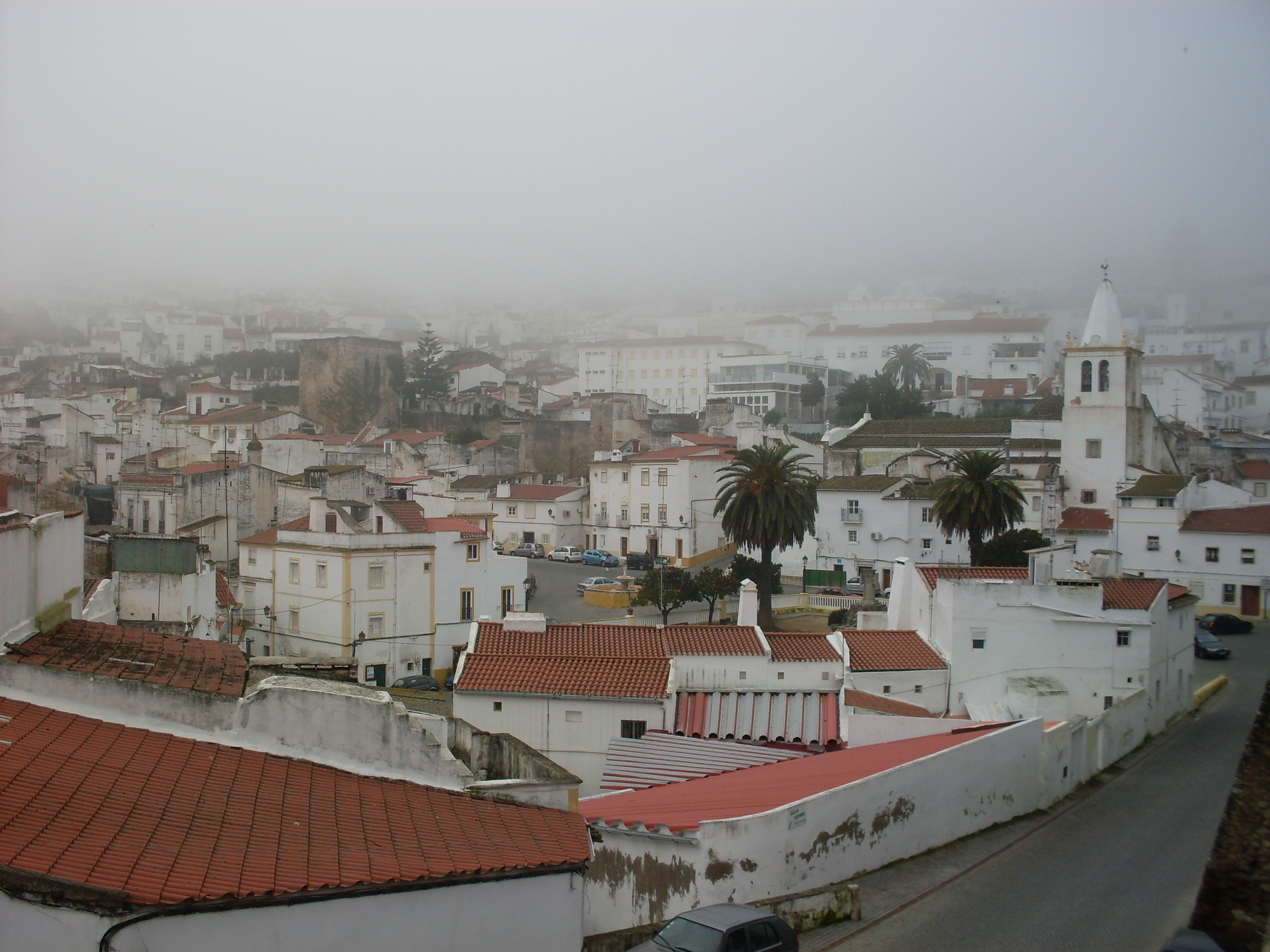
panorama městského centra
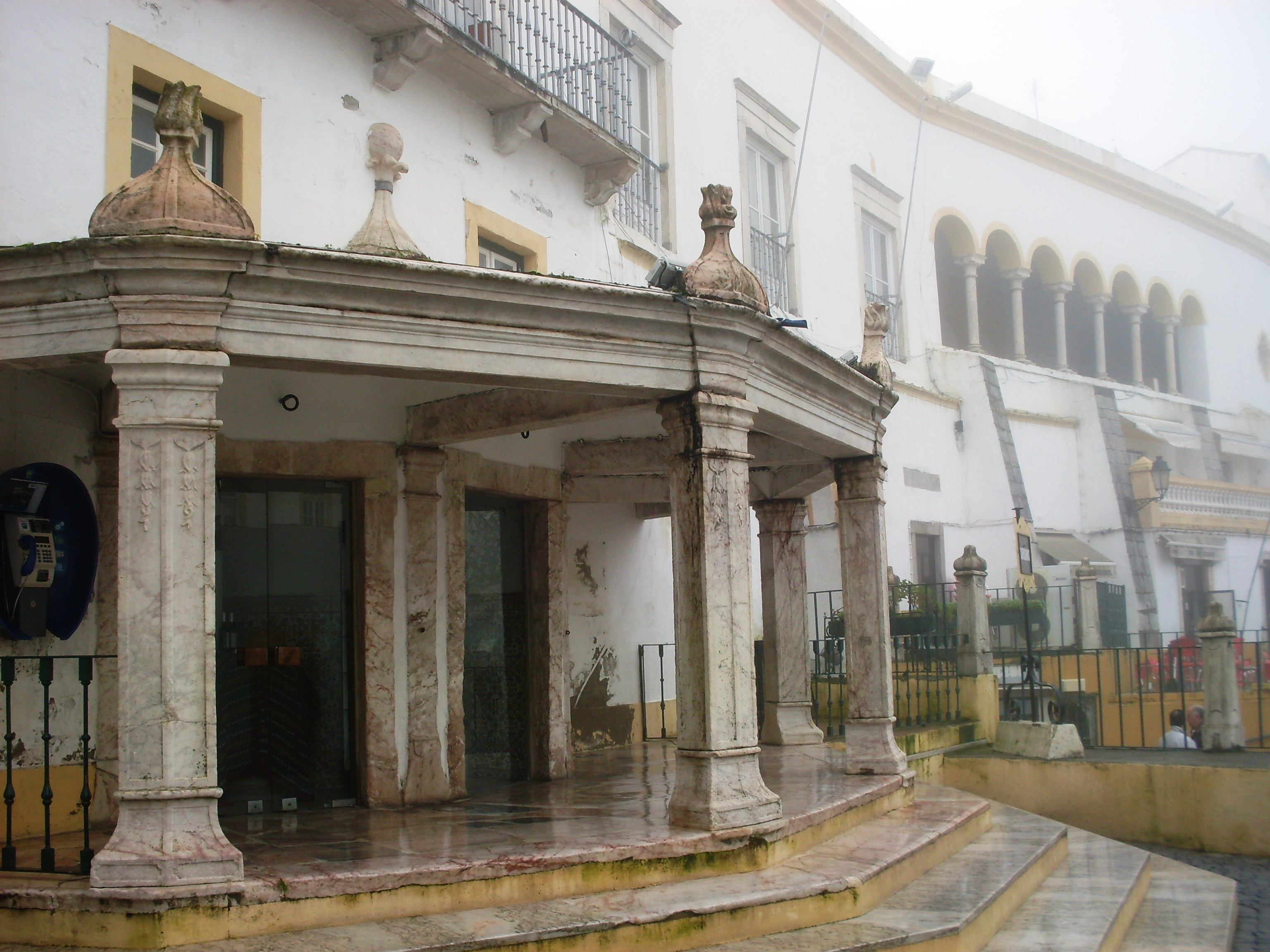
budova staré radnice
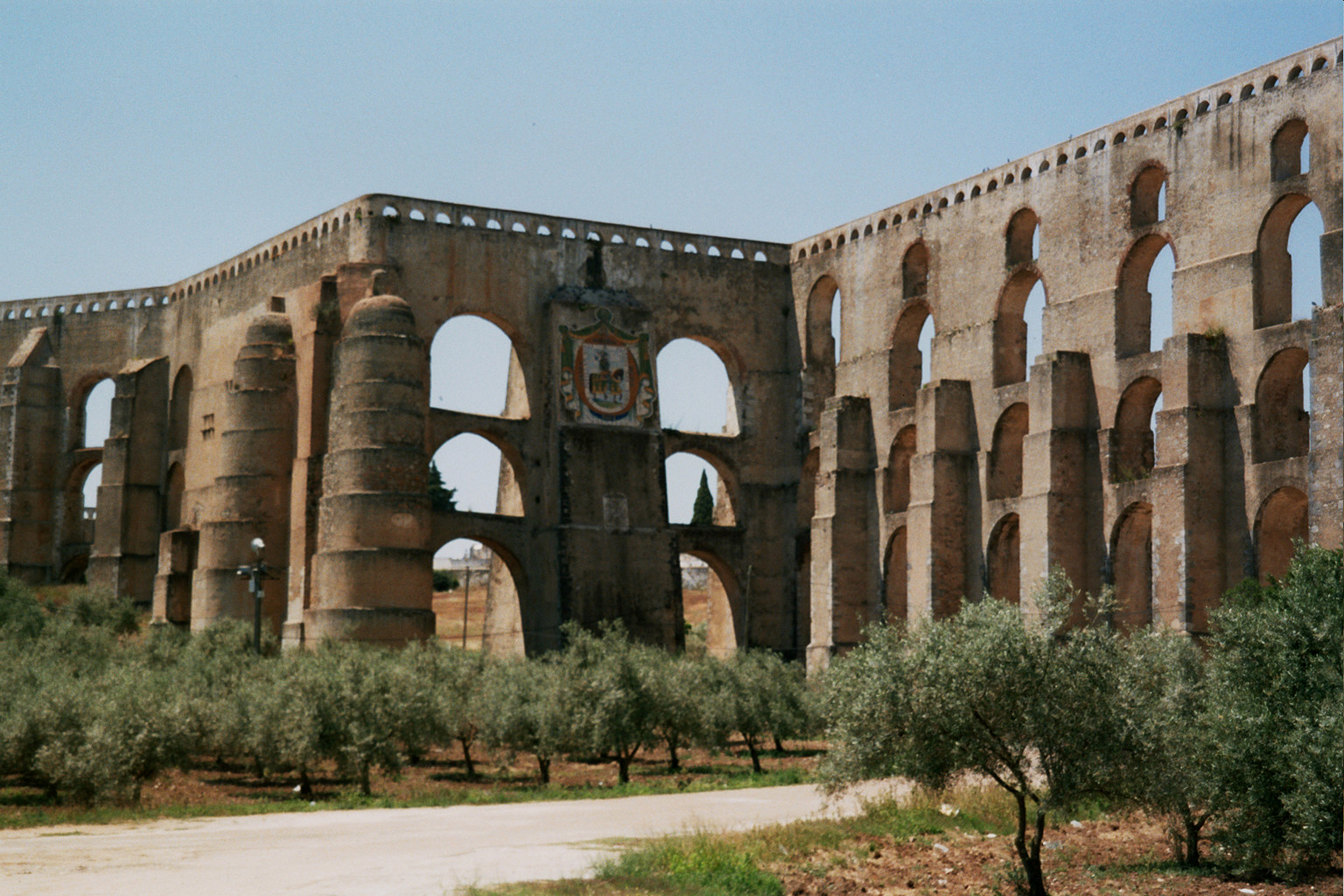
zdejší akvadukt

## Partnerská města
- Alentejo, Portugalsko
- Badajoz, Extremadura, Španělsko
- Olivenza, Extremadura, Španělsko